# 天主教穆扎法尔布尔教区
天主教穆扎法爾布爾教區 （拉丁語：Dioecesis Muzaffarpurensis）是羅馬天主教的一個教區，包括印度比哈爾邦北部十二縣，受巴特那總教區管轄。
教區成立於1980年3月6日。2004年有教友4,638名，佔轄區總人口少於百分之0.1。由卅五名司鐸名管理卅七個堂區。現任教區主教為若翰‧巴普蒂斯特‧塔庫爾。